# Шарафутдинов, Чулпан Зуфарович
Чулпан Зуфарович Шарафутдинов (23 января 1948, с. Исляйкино — 25 января 2025, Нижнекамск) — советский и российский партийный и государственный деятель, первый секретарь Нижнекамского горкома КПСС (1989—1991), председатель Нижнекамского районного Совета народных депутатов (1991—1993).

## Биография
Родился 23 января 1948 года в селе Исляйкино Красноармейского района (сейчас Чистопольский район) Татарской АССР.
В 1966 году окончил школу в Каргалы, в 1971 году Казанский государственный ветеринарный институт (с отличием).
Работал зоотехником-селекционером в птицесовхозе «Каргалинский» Чистопольского района, главным зоотехником ОПХ имени Ленина Сабинского района (директор Габдулхак Галеевич Галеев).
С 1978 года директор совхоза «Икшурминский» в том же районе.
С 1984 по 1989 год второй, в 1989—1991 гг. первый секретарь Нижнекамского горкома КПСС, в 1991—1993 годах председатель Нижнекамского районного Совета народных депутатов.
С 1993 года — заместитель генерального директора по сельскому хозяйству ОАО «Нижнекамскнефтехим», с 1997 по 2010 год — генеральный директор ООО «Нефтехимагропром». Затем — генеральный директор совхоза «Дружба» — филиала ООО «Нефтехимагропром».
В 1997 году защитил кандидатскую диссертацию:
- Развитие подсобных хозяйств в процессе агропромышленной интеграции : диссертация … кандидата экономических наук : 08.00.05. — Казань, 1997. — 169 с.

Заслуженный работник сельского хозяйства Российской Федерации (11.10.2009).
Умер 25 января 2025 года в Нижнекамске в возрасте 77 лет.